# Владыкинский ручей
Владыкинский ручей — нижний левый приток реки Лихоборки. Длина (по разным данным) составляет от 2,5 до 3,9 км. Брал начало рядом с перекрёстком улиц 800-летия Москвы и Дубнинской. Долина просматривается к западу от Керамического проезда, вдоль Поморской улицы и к востоку от Алтуфьевского шоссе. Сохранились железнодорожные мосты через ручей на Савёловском направлении между станциями Дегунино и Бескудниково (в настоящее время используется как пешеходный проход), а также на разобранном ответвлении к Алтуфьевской овощной базе. Участок русла под мостом заболочен, коллектор, по всей видимости, засорен. Ручей пересекал современную улицу Хачатуряна и впадал в реку ниже села Старое Владыкино. Ручей заключён в подземную бетонную конструкцию.
Диаметр коллектора в среднем — около 2,3 м. Внизу довольно много мусора, принесённого течением. Имеются перепады разнообразной высоты и формы, но по коллектору можно пройти. Большинство люков закупорено — шахты почти по всему диаметру обросли известняковыми сталактитами, во многих отсутствуют лестницы. В верховьях ручей делится на две трубы диаметром почти по полтора метра каждая, по одной проходит канализационный слив, другая чистая.
Гидроним пошёл от названия местности Владыкино (бывшее село, которое с XIV века стало называться Вельяминово). До начала активной застройки близлежащих районов в ручье водилась рыба.